# Frederick Grace
Frederick "Fred" Grace (Edmonton, Gran Londres, 29 de febrero de 1884–Ilford, Gran Londres, Inglaterra, 23 de julio de 1964) fue un boxeador británico. Obtuvo una medalla de oro en la categoría de peso ligero durante los Juegos Olímpicos de Londres 1908, a pesar de que había arribado a la competencia escaso de entrenamiento. Entre los años 1909 y 1920 conquistó cuatro títulos de la Asociación de Boxeo Amateur de Inglaterra. A los 36 años de edad, hizo presencia en los Juegos Olímpicos de Amberes 1920 pero fue derrotado en su segundo combate.  